# Protea revoluta
Protea revoluta är en tvåhjärtbladig växtart som beskrevs av Robert Brown. Protea revoluta ingår i släktet Protea och familjen Proteaceae. Inga underarter finns listade i Catalogue of Life.